# Spartak Myjava
Maillots
Le Spartak Myjava est un club slovaque de football fondé en 1920 et basé à Myjava. Il évolue actuellement en première division.

## Histoire
Le club est promu en 1re division en 2012. Il se classe 4e du championnat lors de la saison 2012-2013.

## Bilan européen
Note : dans les résultats ci-dessous, le score du club est toujours donné en premier
| Saison    | Compétition  | Tour           | Club                  | Domicile | Extérieur | Total |
| --------- | ------------ | -------------- | --------------------- | -------- | --------- | ----- |
| 2016-2017 | Ligue Europa | Premier tour Q | Admira Wacker Mödling | 2 - 3    | 1 - 1     | 3 - 4 |

Légende
- Victoire ou qualification pour le tour suivant
- Match nul
- Défaite ou élimination de la compétition